# Gnophos confluens
Gnophos confluens là một loài bướm đêm trong họ Geometridae.